# Saison 2012 du Omiya Ardija
Maillots
Dernière mise à jour : 1 octobre 2012.
Chronologie
Saison précédente Saison suivante
La saison 2012 du Omiya Ardija est la 8e saison consécutive du club en première division du championnat du Japon.